# Ovaginella profunda
Ovaginella profunda är en snäckart som först beskrevs av Suter 1909.  Ovaginella profunda ingår i släktet Ovaginella och familjen Marginellidae. Inga underarter finns listade i Catalogue of Life.